# (5279) Arthuradel
(5279) Arthuradel es un asteroide perteneciente al cinturón de asteroides, descubierto el 8 de junio de 1988 por Tim A. Rodriquez desde el Observatorio del Monte Palomar, Estados Unidos.

## Designación y nombre
Designado provisionalmente como 1988 LA. Fue nombrado Arthuradel en honor a Arthur Adel, pionero en el campo de la espectroscopía infrarroja y la investigación atmosférica superior. Gran parte de su trabajo fue llevado a cabo en el Observatorio de Investigación Atmosférica, construido para esa finalidad en 1952 en el campus de Northern Arizona University en Flagstaff. Durante las décadas de 1950 y 1960 descubrió el óxido nitroso atmosférico, el agua atmosférica y la ventana de 20 micras, y preparó los primeros mapas del espectro solar-telúrico de 7 a 14 micras.

## Características orbitales
Arthuradel está situado a una distancia media del Sol de 2,479 ua, pudiendo alejarse hasta 3,193 ua y acercarse hasta 1,764 ua. Su excentricidad es 0,288 y la inclinación orbital 13,52 grados. Emplea 1425,67 días en completar una órbita alrededor del Sol.

## Características físicas
La magnitud absoluta de Arthuradel es 12,6. Tiene 7,589 km de diámetro y su albedo se estima en 0,147.